# Senatori dell'XI legislatura della Repubblica Italiana
Questo elenco riporta i nomi dei senatori della XI legislatura della Repubblica Italiana dopo le elezioni politiche del 1992.

## Consistenza dei gruppi
| Gruppo                                                 | Inizio | Inizio | Inizio | Fine |
| Gruppo                                                 | Eletti | A vita | Totale | Fine |
| ------------------------------------------------------ | ------ | ------ | ------ | ---- |
| Democratico Cristiano (DC)                             | 107    | 5      | 112    | 112  |
| Partito Democratico della Sinistra (PDS)               | 66     | -      | 66     | 65   |
| Partito Socialista Italiano (PSI)                      | 49     | 2      | 51     | 50   |
| Lega Nord (LN)                                         | 25     | -      | 25     | 25   |
| Partito della Rifondazione Comunista (PRC)             | 20     | -      | 20     | 20   |
| Movimento Sociale Italiano - Destra Nazionale (MSI-DN) | 16     | -      | 16     | 16   |
| Repubblicano (PRI)                                     | 10     | 2      | 12     | 12   |
| Verdi - La Rete                                        | -      | -      | -      | 6    |
| Liberale (PLI)                                         | -      | -      | -      | 5    |
| Gruppo misto                                           | 22     | 1      | 23     | 15   |
| Totale                                                 | 315    | 10     | 325    | 326  |

- Al gruppo PDS aderirono i 64 senatori eletti in tale lista e i 2 senatori eletti nella lista Per la Calabria.
- I 22 senatori di origine elettiva aderenti al gruppo misto erano così ripartiti: 4 Federazione dei Verdi; 4 Partito Liberale Italiano; 3 Partito Socialista Democratico Italiano; 3 La Rete; 1 Federalismo - Pensionati Uomini Vivi; 3 Partito Popolare Sudtirolese; 1 Lega Autonomia Veneta; 1 Lega Alpina Lumbarda; 1 Lista per il Molise; 1 Vallée d'Aoste.
- Il sito istituzionale del Senato omette di indicare la circoscrizione di elezione del senatore Giuseppe Dipaola (eletto per la circoscrizione Puglia).

## Composizione storica
| Nominativo                 | Regione               | Collegio                             | Gruppo (lista)        |
| -------------------------- | --------------------- | ------------------------------------ | --------------------- |
| Lucio Abis                 | Sardegna              | Oristano                             | DC                    |
| Lorenzo Acquarone          | Liguria               | Imperia                              | DC                    |
| Gennaro Acquaviva          | Puglia                | Tricase                              | PSI                   |
| Arduino Agnelli            | Friuli-Venezia Giulia | Trieste I                            | PSI                   |
| Giovanni Agnelli           | A vita                | –                                    | Misto                 |
| Aureliana Alberici         | Emilia-Romagna        | Bologna III - Imola                  | PDS                   |
| Elios Andreini             | Veneto                | Adria                                | PDS                   |
| Giulio Andreotti           | A vita                | –                                    | DC                    |
| Ezio Anesi                 | Trentino-Alto Adige   | Pergine Valsugana                    | PSI                   |
| Luana Angeloni             | Marche                | Jesi-Senigallia                      | PDS                   |
| Carmelo Azzarà             | Basilicata            | Potenza                              | DC                    |
| Maurizio Bacchin           | Veneto                | Chioggia                             | PDS                   |
| Massimo Baldini            | Toscana               | Viareggio                            | PSI                   |
| Carlo Ballesi              | Marche                | Macerata                             | DC                    |
| Silvia Barbieri            | Emilia-Romagna        | Portomaggiore                        | PDS                   |
| Alfredo Bargi              | Campania              | Napoli VI                            | DC                    |
| Luciano Benetton           | Veneto                | Treviso                              | PRI                   |
| Roberto Benvenuti          | Toscana               | Livorno                              | PDS                   |
| Angelo Bernassola          | Puglia                | Martina Franca                       | DC                    |
| Carlo Bernini              | Veneto                | Treviso                              | DC                    |
| Monica Bettoni Brandani    | Toscana               | Montevarchi                          | PDS                   |
| Luigi Biscardi             | Molise                | Campobasso-Isernia                   | Misto (Per il Molise) |
| Carlo Bo                   | A vita                | –                                    | DC                    |
| Norberto Bobbio            | A vita                | –                                    | PSI                   |
| Giuseppe Bodo              | Piemonte              | Biella                               | LN                    |
| Giuliano Boffardi          | Liguria               | Genova II                            | PRC                   |
| Arrigo Boldrini            | Emilia-Romagna        | Ravenna                              | PDS                   |
| Franco Bonferroni          | Emilia-Romagna        | Castelnovo ne' Monti - Sassuolo      | DC                    |
| Margherita Boniver         | Piemonte              | Alessandria-Tortona                  | PSI                   |
| Vincenza Bono Parrino      | Sicilia               | Alcamo                               | Misto (PSDI)          |
| Alcibiade Boratto          | Lazio                 | Tivoli                               | PDS                   |
| Roberto Borroni            | Lombardia             | Mantova                              | PDS                   |
| Rinaldo Bosco              | Friuli-Venezia Giulia | Tolmezzo                             | LN                    |
| Erminio Boso               | Trentino-Alto Adige   | Pergine Valsugana                    | LN                    |
| Darko Bratina              | Friuli-Venezia Giulia | Gorizia                              | PDS                   |
| Giuseppe Brescia           | Basilicata            | Melfi                                | PDS                   |
| Alfio Brina                | Piemonte              | Alessandria-Tortona                  | PDS                   |
| Massimo Brutti             | Lazio                 | Roma VI                              | PDS                   |
| Anna Maria Bucciarelli     | Toscana               | Prato                                | PDS                   |
| Ivo Butini                 | Toscana               | Montevarchi                          | DC                    |
| Paolo Cabras               | Lazio                 | Roma V                               | DC                    |
| Maurizio Calvi             | Lazio                 | Latina                               | PSI                   |
| Mario Campagnoli           | Lombardia             | Crema                                | DC                    |
| Francesco Candioto         | Sicilia               | Termini Imerese - Cefalù             | Misto (PLI)           |
| Girolamo Cannariato        | Sicilia               | Corleone-Bagheria                    | Misto (La Rete)       |
| Sergio Cappelli            | Liguria               | Savona                               | LN                    |
| Agata Alma Cappiello       | Lombardia             | Milano V                             | PSI                   |
| Umberto Cappuzzo           | Sicilia               | Termini Imerese - Cefalù             | DC                    |
| Natale Carlotto            | Piemonte              | Mondovì                              | DC                    |
| Diego Carpenedo            | Friuli-Venezia Giulia | Tolmezzo                             | DC                    |
| Andreino Carrara           | Lombardia             | Treviglio                            | DC                    |
| Giorgio Casoli             | Umbria                | Perugia I                            | PSI                   |
| Franco Castiglione         | Friuli-Venezia Giulia | Tolmezzo                             | PSI                   |
| Filippo Cavazzuti          | Emilia-Romagna        | Modena                               | PDS                   |
| Salvatore Cherchi          | Sardegna              | Iglesias                             | PDS                   |
| Giuseppe Chiarante         | Lombardia             | Ostiglia                             | PDS                   |
| Gerardo Chiaromonte        | Campania              | Napoli VI                            | PDS                   |
| Fabrizio Cicchitto         | Lazio                 | Rieti                                | PSI                   |
| Francesco Cimino           | Sicilia               | Patti                                | PSI                   |
| Severino Citaristi         | Lombardia             | Clusone                              | DC                    |
| Mario Cocciu               | Sardegna              | Tempio-Ozieri                        | PSI                   |
| Giovanni Silvestro Coco    | Sicilia               | Caltanissetta                        | DC                    |
| Vittorino Colombo          | Lombardia             | Sondrio                              | DC                    |
| Maria Paola Colombo Svevo  | Lombardia             | Breno                                | DC                    |
| Luigi Compagna             | Campania              | Napoli III                           | Misto (PLI)           |
| Virgilio Condarcuri        | Calabria              | Locri                                | PRC                   |
| Mario Condorelli           | Campania              | Napoli I                             | DC                    |
| Marco Conti                | Abruzzo               | Avezzano                             | DC                    |
| Antonio Michele Coppi      | Puglia                | Altamura                             | Misto (PSDI)          |
| Armando Cossutta           | Lombardia             | Vigevano                             | PRC                   |
| Luigi Covatta              | Emilia-Romagna        | Portomaggiore                        | PSI                   |
| Francesco Alberto Covello  | Calabria              | Castrovillari-Paola                  | DC                    |
| Giorgio Covi               | Lombardia             | Milano III                           | PRI                   |
| Romualdo Coviello          | Basilicata            | Corleto Perticara                    | DC                    |
| Maurizio Creuso            | Veneto                | Cittadella                           | DC                    |
| Salvatore Crocetta         | Sicilia               | Piazza Armerina                      | PRC                   |
| Stefano Cusumano           | Sicilia               | Sciacca                              | DC                    |
| Achille Cutrera            | Lombardia             | Abbiategrasso                        | PSI                   |
| Franca D'Alessandro Prisco | Lazio                 | Roma VII                             | PDS                   |
| Saverio D'Amelio           | Basilicata            | Tricarico                            | DC                    |
| Maria Grazia Daniele Galdi | Liguria               | Genova II                            | PDS                   |
| Paolo Danieli              | Veneto                | Verona I                             | MSI-DN                |
| Germano De Cinque          | Abruzzo               | Chieti                               | DC                    |
| Vincenzo De Cosmo          | Puglia                | Molfetta                             | DC                    |
| Giorgio De Giuseppe        | Puglia                | Gallipoli-Galatina                   | DC                    |
| Francesco De Martino       | A vita                | –                                    | PSI                   |
| Aldo De Matteo             | Lazio                 | Viterbo                              | DC                    |
| Elidio De Paoli            | Lombardia             | Clusone                              | Misto (LAL)           |
| Gabriele De Rosa           | Piemonte              | Alba                                 | DC                    |
| Salverino De Vito          | Campania              | Sant'Angelo dei Lombardi             | DC                    |
| Costantino Dell'Osso       | Puglia                | Lucera                               | PSI                   |
| Giovanni Di Benedetti      | Friuli-Venezia Giulia | Pordenone                            | DC                    |
| Osvaldo Di Lembo           | Molise                | Larino                               | DC                    |
| Mario Di Nubila            | Basilicata            | Lagonegro                            | DC                    |
| Angelo Dionisi             | Lazio                 | Rieti                                | PRC                   |
| Giuseppe Dipaola           | Puglia                | Barletta-Trani                       | PRI                   |
| Angelo Donato              | Calabria              | Catanzaro                            | DC                    |
| Giuseppe Doppio            | Veneto                | Schio                                | DC                    |
| Cesare Dujany              | Valle d'Aosta         | Aosta                                | Misto (UV)            |
| Fabio Fabbri               | Emilia-Romagna        | Borgotaro-Salsomaggiore              | PSI                   |
| Ada Valeria Fabj Ramous    | Emilia-Romagna        | Bologna I                            | PDS                   |
| Pietro Fabris              | Veneto                | Bassano del Grappa                   | DC                    |
| Edda Fagni                 | Toscana               | Livorno                              | PRC                   |
| Amintore Fanfani           | A vita                | –                                    | DC                    |
| Mauro Favilla              | Toscana               | Lucca                                | DC                    |
| Giovanni Ferrara           | Toscana               | Firenze I                            | PRI                   |
| Pasquale Ferrara           | Campania              | Caserta                              | Misto (PSDI)          |
| Vito Ferrara               | Sicilia               | Caltanissetta                        | Misto (La Rete)       |
| Bruno Ferrari              | Lombardia             | Chiari                               | DC                    |
| Karl Ferrari               | Trentino-Alto Adige   | Bolzano                              | Misto (PPST)          |
| Cristoforo Filetti         | Sicilia               | Acireale                             | MSI-DN                |
| Michele Florino            | Campania              | Napoli V                             | MSI-DN                |
| Paolo Fogu                 | Sardegna              | Iglesias                             | PSI                   |
| Elio Fontana               | Lombardia             | Salò                                 | DC                    |
| Giovanni Angelo Fontana    | Veneto                | Verona Collina                       | DC                    |
| Albino Fontana             | Toscana               | Massa-Carrara                        | DC                    |
| Sandro Fontana             | Marche                | Fermo                                | DC                    |
| Giovanni Lorenzo Forcieri  | Liguria               | La Spezia                            | PDS                   |
| Francesco Forte            | Lombardia             | Sondrio                              | PSI                   |
| Armando Foschi             | Emilia-Romagna        | Rimini                               | DC                    |
| Antonio Franchi            | Abruzzo               | Teramo                               | PDS                   |
| Luigi Franza               | Campania              | Benevento - Ariano Irpino            | PSI                   |
| Salvatore Frasca           | Calabria              | Rossano                              | PSI                   |
| Primo Galdelli             | Marche                | Jesi-Senigallia                      | PRC                   |
| Raimondo Galuppo           | Veneto                | Adria                                | PSI                   |
| Giorgio Gangi              | Lombardia             | Rho                                  | PSI                   |
| Carmine Garofalo           | Calabria              | Cosenza                              | PDS (Per la Calabria) |
| Vincenzo Garraffa          | Sicilia               | Trapani                              | PRI                   |
| Antonio Gava               | Campania              | Cerreto Sannita                      | DC                    |
| Luigi Genovese             | Sicilia               | Patti                                | DC                    |
| Giuseppe Giacovazzo        | Puglia                | Tricase                              | DC                    |
| Antonio Giagu De Martini   | Sardegna              | Tempio-Ozieri                        | DC                    |
| Lorenzo Gianotti           | Piemonte              | Susa                                 | PDS                   |
| Roberto Giollo             | Veneto                | Adria                                | PRC                   |
| Luciano Giorgi             | Toscana               | Grosseto                             | PSI                   |
| Fausto Giovanelli          | Emilia-Romagna        | Reggio Emilia                        | PDS                   |
| Giuseppe Giovanniello      | Puglia                | Altamura                             | DC                    |
| Pierangelo Giovanolla      | Lombardia             | Pavia                                | PDS                   |
| Gino Giugni                | Veneto                | San Donà di Piave                    | PSI                   |
| Roberto Giunta             | Piemonte              | Torino FIAT Aeritalia Ferriere       | PRI                   |
| Cesare Golfari             | Lombardia             | Lecco                                | DC                    |
| Luigi Granelli             | Lombardia             | Vimercate                            | DC                    |
| Luigi Grassani             | Emilia-Romagna        | Fiorenzuola d'Arda - Fidenza         | PRC                   |
| Niccolò Grassi Bertazzi    | Sicilia               | Acireale                             | DC                    |
| Antonio Graziani           | Toscana               | Viareggio                            | DC                    |
| Francesco Greco            | Sicilia               | Siracusa                             | PDS                   |
| Libero Gualtieri           | Emilia-Romagna        | Cesena                               | PRI                   |
| Luciano Guerzoni           | Emilia-Romagna        | Carpi                                | PDS                   |
| Andrea Guglieri            | Liguria               | Imperia                              | LN                    |
| Giuseppe Guzzetti          | Lombardia             | Cantù                                | DC                    |
| Manlio Ianni               | Lazio                 | Rieti                                | DC                    |
| Adriano Icardi             | Piemonte              | Acqui Terme - Novi Ligure            | PRC                   |
| Antonio Mario Innamorato   | Campania              | Sala Consilina - Vallo della Lucania | PSI                   |
| Tullio Innocenti           | Toscana               | Arezzo                               | DC                    |
| Vincenzo Inzerillo         | Sicilia               | Palermo II                           | DC                    |
| Salvatore Ladu             | Sardegna              | Nuoro                                | DC                    |
| Luciano Lama               | Umbria                | Orvieto                              | PDS                   |
| Michele Lauria             | Sicilia               | Enna                                 | DC                    |
| Bruno Lazzaro              | Lazio                 | Roma VII                             | DC                    |
| Ezio Leonardi              | Piemonte              | Novara                               | DC                    |
| Giovanni Leone             | A vita                | –                                    | DC                    |
| Giuseppe Leoni             | Lombardia             | Varese                               | LN                    |
| Vittorio Liberatori        | Toscana               | Arezzo                               | PSI                   |
| Lucio Libertini            | Piemonte              | Torino Dora Oltre Stura Collina      | PRC                   |
| Arcangelo Lobianco         | Campania              | Piedimonte Matese - Sessa Aurunca    | DC                    |
| Enzo Mario Nino Lombardi   | Abruzzo               | L'Aquila-Sulmona                     | DC                    |
| Giorgio Londei             | Marche                | Urbino                               | PDS                   |
| Gennaro Lopez              | Lazio                 | Roma III                             | PRC                   |
| Rocco Vito Loreto          | Puglia                | Martina Franca                       | PDS                   |
| Giuseppe Luongo            | Campania              | Napoli I                             | PDS                   |
| Antonio Maccanico          | Lombardia             | Milano IV                            | PRI                   |
| Bruno Magliocchetti        | Lazio                 | Sora-Cassino                         | MSI-DN                |
| Pina Maisano Grassi        | Piemonte              | Torino FIAT Aeritalia Ferriere       | Misto (FDV)           |
| Elia Manara                | Lombardia             | Cantù                                | LN                    |
| Nicola Mancino             | Campania              | Avellino                             | DC                    |
| Carmine Mancuso            | Sicilia               | Palermo I                            | Misto (La Rete)       |
| Donato Manfroi             | Veneto                | Belluno                              | LN                    |
| Maria Rosaria Manieri      | Puglia                | Gallipoli-Galatina                   | PSI                   |
| Luigi Manna                | Campania              | Napoli VI                            | PRC                   |
| Giovanni Manzini           | Emilia-Romagna        | Fiorenzuola d'Arda - Fidenza         | DC                    |
| Fausto Marchetti           | Toscana               | Massa-Carrara                        | PRC                   |
| Elena Marinucci            | Abruzzo               | L'Aquila-Sulmona                     | PSI                   |
| Vittorio Marniga           | Lombardia             | Breno                                | PSI                   |
| Valentino Martelli         | Sardegna              | Cagliari                             | Misto (FED)           |
| Mino Martinazzoli          | Lombardia             | Brescia                              | DC                    |
| Cosimo Ennio Masiello      | Puglia                | Brindisi                             | PDS                   |
| Francesco Mazzola          | Piemonte              | Cuneo-Saluzzo                        | DC                    |
| Renato Meduri              | Calabria              | Reggio Calabria                      | MSI-DN                |
| Vincenzo Meo               | Campania              | Nola                                 | DC                    |
| Luigi Meriggi              | Lombardia             | Voghera                              | PRC                   |
| Francesco Merloni          | Marche                | Ascoli Piceno                        | DC                    |
| Carlo Merolli              | Lazio                 | Tivoli                               | DC                    |
| Maurizio Mesoraca          | Calabria              | Crotone                              | PDS (Per la Calabria) |
| Paolo Micolini             | Friuli-Venezia Giulia | Cividale del Friuli                  | DC                    |
| Gianfranco Miglio          | Lombardia             | Como                                 | LN                    |
| Gian Giacomo Migone        | Piemonte              | Torino FIAT Aeritalia Ferriere       | PDS                   |
| Giuseppe Mininni-Iannuzzi  | Puglia                | Bitonto                              | MSI-DN                |
| Daria Minucci              | Veneto                | Este                                 | DC                    |
| Adalberto Minucci          | Toscana               | Firenze III                          | PDS                   |
| Romano Misserville         | Lazio                 | Frosinone                            | MSI-DN                |
| Emilio Molinari            | Lombardia             | Milano V                             | Misto (FDV)           |
| Marisa Moltisanti          | Sicilia               | Noto                                 | MSI-DN                |
| Walter Montini             | Lombardia             | Cremona                              | DC                    |
| Pietro Montresori          | Sardegna              | Sassari                              | DC                    |
| Gianpaolo Mora             | Emilia-Romagna        | Borgotaro-Salsomaggiore              | DC                    |
| Luigi Moretti              | Lombardia             | Clusone                              | LN                    |
| Antonio Muratore           | Lazio                 | Tivoli                               | PSI                   |
| Antonino Murmura           | Calabria              | Vibo Valentia                        | DC                    |
| Bruno Napoli               | Calabria              | Locri                                | DC                    |
| Francesco Nerli            | Toscana               | Siena                                | PDS                   |
| Venanzio Nocchi            | Umbria                | Città di Castello                    | PDS                   |
| Bruno Orsini               | Liguria               | Chiavari                             | DC                    |
| Achille Ottaviani          | Veneto                | Verona I                             | LN                    |
| Maria Grazia Pagano        | Campania              | Napoli II                            | PDS                   |
| Giancarlo Pagliarini       | Lombardia             | Treviglio                            | LN                    |
| Gianpaolo Paini            | Lombardia             | Sondrio                              | LN                    |
| Giacomo Paire              | Piemonte              | Alba                                 | Misto (PLI)           |
| Francesco Parisi           | Sicilia               | Caltagirone                          | DC                    |
| Vittorio Parisi            | Emilia-Romagna        | Borgotaro-Salsomaggiore              | PRC                   |
| Angelo Pavan               | Veneto                | Vittorio Veneto - Montebelluna       | DC                    |
| Ugo Pecchioli              | Piemonte              | Torino Dora Oltre Stura Collina      | PDS                   |
| Anna Maria Pedrazzi        | Lombardia             | Lodi                                 | PDS                   |
| Enrico Pelella             | Campania              | Torre del Greco                      | PDS                   |
| Ivana Pellegatti           | Veneto                | Rovigo                               | PDS                   |
| Giovanni Pellegrino        | Puglia                | Lecce                                | PDS                   |
| Claudio Percivalle         | Piemonte              | Casale Monferrato - Chivasso         | LN                    |
| Valentino Perin            | Veneto                | Conegliano-Oderzo                    | LN                    |
| Francesco Perina           | Veneto                | Verona Pianura                       | DC                    |
| Marco Pezzoni              | Lombardia             | Cremona                              | PDS                   |
| Angelo Picano              | Lazio                 | Sora-Cassino                         | DC                    |
| Flaminio Piccoli           | Campania              | Castellammare di Stabia              | DC                    |
| Francesco Raffaele Piccolo | Puglia                | Molfetta                             | PRC                   |
| Terzo Pierani              | Emilia-Romagna        | Rimini                               | PDS                   |
| Luigi Pierri               | Basilicata            | Corleto Perticara                    | PSI                   |
| Mario Pinna                | Sardegna              | Nuoro                                | PDS                   |
| Michele Pinto              | Campania              | Sala Consilina - Vallo della Lucania | DC                    |
| Carlo Pisati               | Lombardia             | Vigevano                             | LN                    |
| Antonio Pischedda          | Liguria               | La Spezia                            | PSI                   |
| Francesco Pistoia          | Calabria              | Rossano                              | DC                    |
| Pietro Pizzo               | Sicilia               | Trapani                              | PSI                   |
| Franco Pontone             | Campania              | Napoli IV                            | MSI-DN                |
| Giorgio Postal             | Trentino-Alto Adige   | Pergine Valsugana                    | DC                    |
| Cesare Pozzo               | Piemonte              | Torino Centro                        | MSI-DN                |
| Marco Preioni              | Piemonte              | Verbano-Cusio-Ossola                 | LN                    |
| Annamaria Procacci         | Campania              | Napoli II                            | Misto (FDV)           |
| Emilio Pulli               | Puglia                | Lecce                                | DC                    |
| Nicola Putignano           | Puglia                | Monopoli                             | PSI                   |
| Giovanni Battista Rabino   | Piemonte              | Asti                                 | DC                    |
| Luciano Radi               | Umbria                | Perugia I                            | DC                    |
| Umberto Ranieri            | Campania              | Napoli V                             | PDS                   |
| Santi Rapisarda            | Sicilia               | Acireale                             | PSI                   |
| Antonio Rastrelli          | Campania              | Napoli III                           | MSI-DN                |
| Renato Ravasio             | Lombardia             | Bergamo                              | DC                    |
| Delio Redi                 | Lazio                 | Latina                               | DC                    |
| Giuseppe Resta             | Lombardia             | Milano III                           | MSI-DN                |
| Franco Reviglio            | Piemonte              | Verbano-Cusio-Ossola                 | PSI                   |
| Franco Ricci               | Emilia-Romagna        | Forlì-Faenza                         | DC                    |
| Giovanni Ricevuto          | Sicilia               | Messina                              | PSI                   |
| Armando Riviera            | Piemonte              | Novara                               | PSI                   |
| Roland Riz                 | Trentino-Alto Adige   | Merano                               | Misto (PPST)          |
| Alberto Robol              | Trentino-Alto Adige   | Rovereto                             | DC                    |
| Carla Rocchi               | Lazio                 | Roma V                               | Misto (FDV)           |
| Carlo Rognoni              | Liguria               | Genova I                             | PDS                   |
| Domenico Romeo             | Veneto                | Rovigo                               | PSI                   |
| Pierluigi Ronzani          | Veneto                | Conegliano-Oderzo                    | Misto (LAV)           |
| Luigi Roscia               | Lombardia             | Salò                                 | LN                    |
| Luigi Roveda               | Lombardia             | Lecco                                | LN                    |
| Hans Rubner                | Trentino-Alto Adige   | Bressanone                           | Misto (PPST)          |
| Gian Carlo Ruffino         | Liguria               | Savona                               | DC                    |
| Giorgio Ruffolo            | Lombardia             | Milano VI                            | PSI                   |
| Giuseppe Russo             | Campania              | Afragola                             | PSI                   |
| Lello Russo                | Campania              | Nola                                 | PSI                   |
| Michelangelo Russo         | Sicilia               | Sciacca                              | PDS                   |
| Vincenzo Russo             | Puglia                | Foggia - San Severo                  | DC                    |
| Rosa Russo Jervolino       | Abruzzo               | Lanciano-Vasto                       | DC                    |
| Ersilia Salvato            | Campania              | Torre del Greco                      | PRC                   |
| Cesare Salvi               | Lazio                 | Civitavecchia                        | PDS                   |
| Carmelo Santalco           | Sicilia               | Barcellona Pozzo di Gotto            | DC                    |
| Learco Saporito            | Umbria                | Foligno-Spoleto                      | DC                    |
| Aldo Sartori               | Umbria                | Città di Castello                    | PRC                   |
| Massimo Scaglione          | Piemonte              | Alba                                 | LN                    |
| Gino Scevarolli            | Lombardia             | Ostiglia                             | PSI                   |
| Roberto Scheda             | Piemonte              | Biella                               | PSI                   |
| Concetto Scivoletto        | Sicilia               | Ragusa                               | PDS                   |
| Carlo Scognamiglio Pasini  | Lombardia             | Milano I                             | Misto (PLI)           |
| Michele Sellitti           | Campania              | Nocera Inferiore                     | PSI                   |
| Giovanna Senesi            | Lombardia             | Milano VI                            | PDS                   |
| Antonio Serena             | Veneto                | Vittorio Veneto - Montebelluna       | LN                    |
| Ferdinando Signorelli      | Lazio                 | Viterbo                              | MSI-DN                |
| Carlo Smuraglia            | Lombardia             | Rho                                  | PDS                   |
| Giovanni Spadolini         | A vita                | –                                    | PRI                   |
| Giuseppe Specchia          | Puglia                | Brindisi                             | MSI-DN                |
| Francesco Speroni          | Lombardia             | Busto Arsizio                        | LN                    |
| Ugo Sposetti               | Lazio                 | Viterbo                              | PDS                   |
| Marcello Staglieno         | Emilia-Romagna        | Parma                                | LN                    |
| Armando Stefanelli         | Campania              | Piedimonte Matese - Sessa Aurunca    | PRI                   |
| Marcello Stefanini         | Marche                | Pesaro-Fano                          | PDS                   |
| Ippazio Stefano            | Puglia                | Taranto                              | PDS                   |
| Massimo Struffi            | Lazio                 | Sora-Cassino                         | PSI                   |
| Francesco Tabladini        | Lombardia             | Brescia                              | LN                    |
| Maria Taddei               | Toscana               | Volterra                             | PDS                   |
| Carlo Tani                 | Lazio                 | Civitavecchia                        | DC                    |
| Paolo Emilio Taviani       | A vita                | –                                    | DC                    |
| Giglia Tedesco Tatò        | Lazio                 | Roma III                             | PDS                   |
| Glauco Torlontano          | Abruzzo               | Pescara                              | PDS                   |
| Graziella Tossi            | Umbria                | Perugia II                           | PDS                   |
| Riccardo Triglia           | Piemonte              | Casale Monferrato - Chivasso         | DC                    |
| Mario Tronti               | Lazio                 | Roma IV                              | PDS                   |
| Giuseppe Turini            | Toscana               | Grosseto                             | MSI-DN                |
| Leo Valiani                | A vita                | –                                    | PRI                   |
| Antonio Ventre             | Campania              | Caserta                              | DC                    |
| Luigi Vinci                | Lombardia             | Rho                                  | PRC                   |
| Vincenzo Visco             | Emilia-Romagna        | Bologna II                           | PDS                   |
| Bruno Visentini            | Lazio                 | Roma I                               | PRI                   |
| Roberto Visibelli          | Puglia                | Barletta-Trani                       | MSI-DN                |
| Claudio Vitalone           | Lazio                 | Frosinone                            | DC                    |
| Antonio Vozzi              | Basilicata            | Lagonegro                            | PSI                   |
| Giuseppe Zamberletti       | Lombardia             | Varese                               | DC                    |
| Andrea Zangara             | Sicilia               | Corleone-Bagheria                    | DC                    |
| Wolfango Zappasodi         | Marche                | Ascoli Piceno                        | PSI                   |
| Ortensio Zecchino          | Campania              | Benevento - Ariano Irpino            | DC                    |
| Angiola Zilli              | Emilia-Romagna        | Piacenza                             | LN                    |
| Sisinio Zito               | Calabria              | Locri                                | PSI                   |
| Giuliano Zoso              | Veneto                | Vicenza                              | DC                    |
| Grazia Zuffa               | Toscana               | Firenze II                           | PDS                   |

## Senatori proclamati eletti ad inizio legislatura
Di seguito i senatori proclamati eletti in surrogazione dei candidati plurieletti optanti per la Camera dei deputati.
| Surrogato            | Surrogante          | Lista   | Circoscrizione |
| -------------------- | ------------------- | ------- | -------------- |
| Giorgio La Malfa     | Roberto Giunta      | PRI     | Piemonte       |
| Raffaele Costa       | Giacomo Paire       | PLI     | Piemonte       |
| Giuseppe Farassino   | Claudio Percivalle  | LN      | Piemonte       |
| Fulco Pratesi        | Emilio Molinari     | FDV     | Lombardia      |
| Ignazio La Russa     | Giuseppe Resta      | MSI-DN  | Lombardia      |
| Lucio Manisco        | Roberto Giollo      | PRC     | Veneto         |
| Franco Rocchetta     | Achille Ottaviani   | LN      | Veneto         |
| Antonio Fischetti    | Edda Fagni          | PRC     | Toscana        |
| Luciana Castellina   | Angelo Dionisi      | PRc     | Lazio          |
| Francesco De Lorenzo | Luigi Compagna      | PLI     | Campania       |
| Fabio Perinei        | Giovanni Pellegrino | PDS     | Puglia         |
| Girolamo Tripodi     | Virgilio Condarcuri | PRC     | Calabria       |
| Leoluca Orlando      | Girolamo Cannariato | La Rete | Sicilia        |

## Modifiche intervenute

### Modifiche intervenute nella composizione dell'assemblea
| Uscente                 | Entrante               | Data subentro | Circoscrizione      |
| ----------------------- | ---------------------- | ------------- | ------------------- |
| –                       | Francesco Cossiga      | 28.04.1992    | Di diritto          |
| Rosa Russo Jervolino    | Corradino Di Stefano   | 30.07.1992    | Abruzzo             |
| Luigi Moretti           | Paolo Gibertoni        | 30.07.1992    | Lombardia           |
| Alessandro Fontana      | Paolo Polenta          | 30.07.1992    | Marche              |
| Giovanni Angelo Fontana | Enzo Zotti             | 30.07.1992    | Veneto              |
| Francesco Merloni       | Giovanni Venturi       | 30.07.1992    | Marche              |
| Nicola Mancino          | Antonio Guerritore     | 06.08.1992    | Campania            |
| Claudio Vitalone        | Giorgio Moschetti      | 07.08.1992    | Lazio               |
| Claudio Percivalle      | Luciano Lorenzi        | 29.10.1992    | Piemonte            |
| Maurizio Bacchin        | Paolo Peruzza          | 11.03.1993    | Veneto              |
| Gerardo Chiaromonte     | Augusto Guido Graziani | 20.04.1993    | Campania            |
| Lucio Libertini         | Luciano Manzi          | 16.09.1993    | Piemonte            |
| Ezio Anesi              | Pietro Secondo Carniti | 11.11.1993    | Trentino-Alto Adige |
| Alfredo Bargi           | Romano Cataldo Forleo  | 25.11.1993    | Campania            |
| Gian Carlo Ruffino      | Carlo Costalli         | 12.01.1994    | Liguria             |

### Modifiche intervenute nella composizione dei gruppi

#### Democrazia Cristiana
- In data 26.01.1994 il gruppo assume la denominazione di Partito Popolare Italiano - Democrazia Cristiana.

#### Partito Democratico della Sinistra
- In data 19.01.1994 lascia il gruppo Francesco Greco, che aderisce al gruppo misto.

#### Partito Socialista Italiano
- In data 27.05.1993 lascia il gruppo Ezio Anesi, che aderisce al gruppo misto.

#### Lega Nord
- Nessuna modifica intervenuta.

#### Partito della Rifondazione Comunista
- Nessuna modifica intervenuta.

#### Movimento Sociale Italiano - Destra Nazionale
- Nessuna modifica intervenuta.

#### Partito Repubblicano Italiano
- Nessuna modifica intervenuta.

#### Verdi - La Rete
- Il gruppo si costituisce in data 01.11.1992. Ad esso aderiscono: Girolamo Cannariato, Vito Ferrara, Pina Maisano Grassi, Carmine Mancuso Emilio Molinari, Annamaria Procacci e Carla Rocchi, provenienti dal gruppo misto.
- In data 12.10.1993 lascia il gruppo Vito Ferrara, che aderisce al gruppo misto.

#### Partito Liberale Italiano
- Il gruppo si costituisce in data 01.11.1992. Ad esso aderiscono: Francesco Candioto, Luigi Compagna, Valentino Martelli, Giacomo Paire e Carlo Scognamiglio Pasini, provenienti dal gruppo misto.

#### Gruppo misto
- In data 29.04.1992 aderisce al gruppo Francesco Cossiga, divenuto senatore a vita.
- In data 01.11.1992 lasciano il gruppo Girolamo Cannariato, Vito Ferrara, Pina Maisano Grassi, Carmine Mancuso, Emilio Molinari, Annamaria Procacci e Carla Rocchi, che costituiscono il gruppo Verdi - La Rete, nonché Francesco Candioto, Luigi Compagna, Valentino Martelli, Giacomo Paire e Carlo Scognamiglio Pasini, che costituiscono il gruppo PLI.
- In data 27.05.1993 aderisce al gruppo Ezio Anesi, proveniente dal gruppo PSI.
- In data 12.10.1993 aderisce al gruppo Vito Ferrara, proveniente dal gruppo Verdi - La Rete.
- In data 19.01.1994 aderisce al gruppo Francesco Greco, proveniente dal gruppo PDS.

## Organizzazione interna ai gruppi
| Gruppo                                        | Presidente | Vicepresidenti | Segretari | Altre cariche                                                                                         |
| --------------------------------------------- | --- | --- | --- | --- |
| Democratico Cristiano                         | - Nicola Mancino (fino al 28.06.1992) - Antonio Gava (dall'8.07.1992 al 31.03.1993) - Gabriele De Rosa (dal 1º.04.1993)      | - Francesco Mazzola (fino al 6.04.1993) - Antonio Graziani (dal 23.04.1993) - Learco Saporito (dal 23.04.1993) Vicepresidenti vicari: - Vittorino Colombo (fino al 6.03.1993) - Francesco Mazzola (dal 6.04.1993) | - Marco Conti (fino al 6.04.1993) - Giovanni Manzini (dal 23.04.1993) - Michele Lauria (dal 23.04.1993) - Bruno Lazzaro (dal 23.04.1993) | Segretari amministrativi - Giovanni Di Benedetto (fino al 6.04.1993) - Albino Fontana (dal 6.04.1993) |
| Partito Democratico della Sinistra            | - Giuseppe Antonio Chiarante                                                                                                 | - Giglia Tedesco Tatò - Umberto Ranieri | - Silvia Barbieri - Anna Maria Pedrazzi - Carlo Rognoni                                                                                  | Sindaci revisori - Roberto Benvenuti - Ivana Pellegatti - Mario Pinna                                 |
| Partito Socialista Italiano                   | - Fabio Fabbri (fino al 28.06.1992) - Gennaro Acquaviva (dal 22.07.1992 al 26.01.1994) - Fabrizio Cicchitto (dal 26.01.1994) | - Roberto Scheda - Michele Sellitti Vicepresidente vicario: - Franco Castiglione | - Massimo Baldini - Domenico Romeo | – |
| Lega Nord                                     | - Francesco Enrico Speroni                                                                                                   | - Sergio Cappelli - Marcello Staglieno - Antonio Serena - Luigi Roveda | - Luigi Roscia | – |
| Partito della Rifondazione Comunista          | - Lucio Libertini (fino al 7.08.1993) - Ersilia Salvato (dal 9.09.1993)                                                      | - Salvatore Crocetta - Gennaro Lopez | - Angelo Dionisi - Luigi Vinci | – |
| Movimento Sociale Italiano - Destra Nazionale | - Francesco Pontone | - Ferdinando Signorelli Vicepresidente vicario: - Cesare Pozzo | - Paolo Danieli | Revisori dei conti - Renato Meduri - Giuseppe Turini                                                  |
| Repubblicano                                  | - Libero Gualtieri | - Giorgio Covi | - Giuseppe Dipaola (fino al 15.10.1992) - Roberto Giunta                                                                                 | – |
| Verdi - La Rete                               | - Carla Rocchi | - Carmine Mancuso | - Emilio Molinari | – |
| Liberale                                      | - Luigi Compagna | - Giacomo Paire | – | – |
| Gruppo misto                                  | - Roland Riz | – | - Luigi Biscardi | – |

### Composizione dei comitati direttivi
Democratico Cristiano
- Giovanni Manzini (fino al 23.04.1993)
- Carmelo Azzarà (fino al 26.11.1992)
- Carlo Ballesi
- Maurizio Creuso (fino al 6.04.1993)
- Giuseppe Giacovazzo (fino al 26.11.1992)
- Michele Lauria (fino al 23.04.1993)
- Daria Minucci
- Franco Ricci (fino al 6.04.1993)
- Vincenzo Russo (fino al 6.04.1993)
- Carlo Tani (fino al 6.04.1993)
- Franco Bonferroni (dal 26.11.1992 al 6.04.1993)
- Giuliano Zoso (dal 26.11.1992 al 6.04.1993)
- Salvatore Ladu (dal 6.04.1993)
- Bruno Lazzaro (dal 6.04.1993 al 23.04.1993)
- Walter Montini (dal 6.04.1993)
- Francesco Perina (dal 6.04.1993)
- Gian Carlo Ruffino (dal 6.04.1993 al 6.04.1994)
- Riccardo Triglia (dal 6.04.1993)

Partito Democratico della Sinistra
- Aureliana Alberici
- Massimo Brutti
- Filippo Cavazzuti
- Gerardo Chiaromonte (fino all'8.04.1993)
- Gian Giacomo Migone
- Adalberto Minucci
- Cesare Salvi
- Concetto Scivoletto
- Giovanna Senesi
- Carlo Smuraglia
- Ugo Sposetti
- Vincenzo Visco

Partito Socialista Italiano
- Francesco Cimino
- Mario Giacomo Cocciu
- Achille Cutrera
- Antonio Mario Innamorato
- Antonio Pischedda